# WHA 1975/76
Die Saison 1975/76 war die vierte Saison der World Hockey Association (WHA).
Nach drei Spielzeiten des Wachstums ging man mit großen Hoffnungen in die neue Saison. Mit den Chicago Cougars und den Baltimore Blades waren zwei Teams, die in der abgelaufenen Spielzeit in Schwierigkeiten gekommen waren, aufgelöst worden. Ihre Plätze wurden von den Cincinnati Stingers und den Denver Spurs eingenommen. Während man sich in Cincinnati schon länger auf die Teilnahme vorbereitet hatte, wurde in Denver überhastet die Saison vorbereitet.
In Denver lief dann auch vieles nicht nach Plan. Um das Franchise zu retten, zog das Team zum Jahreswechsel noch kurz nach Ottawa um, doch kurze Zeit später gab das Team auf. Hiervon gebeutelt war die Liga auch nicht in der Lage das Team der Minnesota Fighting Saints zu retten. Mit den Saints verlor die Liga ein Team, das sowohl sportlich aber auch vom Zuschauerzuspruch überdurchschnittlich erfolgreich war.
Den Houston Aeros gelang die dritte Titelverteidigung in Folge nicht. In den Finalspielen um die Avco World Trophy unterlagen sie den Winnipeg Jets. Sie setzten sich klar mit 4–0 durch.
4.123.121 Zuschauer sahen die 532 Spiele der vierten Saison. Im Schnitt waren das 7.750 pro Spiel, was eine weitere Steigerung zur Vorsaison bedeutete. In der NHL waren zu dieser Zeit die Zuschauer auf etwa 12.644 zurückgegangen.

## Reguläre Saison

### Modus
Zwei Aufgaben im Januar zwangen die WHA dazu kurzfristig ihren Spielplan umzustellen. Es war geplant, dass die Teams die Hälfte ihrer Spiele innerhalb ihrer Division bestritten und die andere Hälfte gegen die Teams der beiden anderen Divisions. Hierbei sollten sich auch Heim- und Auswärtsspiele die Waage halten. Die kurzfristigen Anpassungen ließen nun manche Teams 80 und andere 81 Spiele bestreiten.
Am Ende der regulären Saison qualifizierten sich aus der Canadian Division die ersten vier Teams, aus den beiden anderen Divisions die drei bestplatzierten Mannschaften für die Playoffs. Die Playoffs fanden im Anschluss an die reguläre Saison statt und wurden im K.-o.-System ausgetragen. Bei Punktgleichheit zwischen zwei oder mehreren Teams zählte zunächst die größere Anzahl an gewonnenen Spielen.

### Abschlusstabellen

#### Canadian Division
Abkürzungen: GP = Spiele, W = Siege, L = Niederlagen, T = Unentschieden, GF = Erzielte Tore, GA = Gegentore, Pts = Punkte

Erläuterungen: In Klammern befindet sich die Platzierung innerhalb der Conference;       = Playoff-Qualifikation,       = Divisions-Sieger,       = Aufgabe während der Saison
| Canadian Division | GP | W  | L  | T | GF  | GA  | Pts | Zø    |
| ----------------- | -- | -- | -- | - | --- | --- | --- | ----- |
| Winnipeg Jets     | 81 | 52 | 27 | 2 | 345 | 254 | 106 | 8.696 |
| Québec Nordiques  | 81 | 50 | 27 | 4 | 371 | 316 | 104 | 9.885 |
| Calgary Cowboys   | 80 | 41 | 35 | 4 | 307 | 282 | 86  | 4.948 |
| Edmonton Oilers   | 81 | 27 | 49 | 5 | 268 | 345 | 59  | 7.931 |
| Toronto Toros     | 81 | 24 | 52 | 5 | 335 | 398 | 53  | 8.983 |

#### Eastern Division
| Eastern Division    | GP | W  | L  | T | GF  | GA  | Pts | Zø    |
| ------------------- | -- | -- | -- | - | --- | --- | --- | ----- |
| Indianapolis Racers | 80 | 35 | 39 | 6 | 245 | 247 | 76  | 8.778 |
| Cleveland Crusaders | 80 | 35 | 40 | 5 | 273 | 279 | 75  | 6.356 |
| New England Whalers | 80 | 33 | 40 | 7 | 255 | 290 | 73  | 9.308 |
| Cincinnati Stingers | 80 | 35 | 44 | 1 | 285 | 340 | 71  | 7.741 |

#### Western Division
| Western Division                                        | GP | W  | L  | T | GF  | GA  | Pts | Zø    |
| ------------------------------------------------------- | -- | -- | -- | - | --- | --- | --- | ----- |
| Houston Aeros                                           | 80 | 53 | 27 | 0 | 341 | 263 | 106 | 9.180 |
| Phoenix Roadrunners                                     | 80 | 39 | 35 | 6 | 302 | 287 | 84  | 6.464 |
| San Diego Mariners                                      | 80 | 36 | 38 | 6 | 303 | 290 | 78  | 6.237 |
| Minnesota Fighting Saints (Aufgabe am 27. Februar 1976) | 59 | 30 | 25 | 4 | 211 | 212 | 64  | 8.983 |
| Denver Spurs/Ottawa Civics (Aufgabe am 17. Januar 1976) | 41 | 14 | 26 | 1 | 134 | 172 | 29  | 4.321 |

### Beste Scorer
Keine Überraschungen und neue Gesichter gab es in dieser Spielzeit bei den Topscorern.
Abkürzungen: GP = Spiele, G = Tore, A = Assists, Pts = Punkte, PIM = Strafminuten; Fett: Saisonbestwert
| Spieler             | Team     | GP | G  | A  | Pts | +/- | PIM |
| ------------------- | -------- | -- | -- | -- | --- | --- | --- |
| Marc Tardif         | Québec   | 80 | 71 | 77 | 148 | +35 | 79  |
| Bobby Hull          | Winnipeg | 80 | 53 | 70 | 123 | +62 | 30  |
| Réal Cloutier       | Québec   | 80 | 60 | 54 | 114 | +33 | 27  |
| Ulf Nilsson         | Winnipeg | 78 | 38 | 76 | 114 | +65 | 84  |
| Robbie Ftorek       | Phoenix  | 80 | 41 | 72 | 113 | +36 | 109 |
| Christian Bordeleau | Québec   | 74 | 37 | 72 | 109 | +16 | 42  |
| Anders Hedberg      | Winnipeg | 76 | 50 | 55 | 105 | +60 | 48  |
| Réjean Houle        | Québec   | 81 | 51 | 52 | 103 | +20 | 61  |
| Serge Bernier       | Québec   | 70 | 34 | 68 | 102 | +26 | 91  |
| Gordie Howe         | Houston  | 78 | 32 | 70 | 102 | +14 | 76  |

### Beste Torhüter
Abkürzungen: GP = Spiele, TOI = Eiszeit (in Minuten), W = Siege, L = Niederlagen, OTL = Overtime/Shootout-Niederlagen, GA = Gegentore, SO = Shutouts, Sv% = gehaltene Schüsse (in %), GAA = Gegentorschnitt; Fett: Saisonbestwert
| Spieler        | Team         | GP | TOI  | W  | L  | T | GA  | SO | GAA  |
| -------------- | ------------ | -- | ---- | -- | -- | - | --- | -- | ---- |
| Michel Dion    | Indianapolis | 31 | 1860 | 14 | 15 | 1 | 85  | 0  | 2,74 |
| Joe Daley      | Winnipeg     | 62 | 3612 | 41 | 17 | 1 | 171 | 5  | 2,84 |
| Wayne Rutledge | Houston      | 25 | 1456 | 14 | 10 | 0 | 77  | 1  | 3,17 |
| Jack Norris    | Phoenix      | 41 | 2412 | 21 | 14 | 4 | 128 | 1  | 3,18 |
| Ernie Wakely   | San Diego    | 67 | 3824 | 35 | 27 | 4 | 208 | 3  | 3,26 |

## Playoff

### Modus
Nachdem sich aus der Canadian Division die vier ersten und aus den beiden anderen Divisions die drei punktbesten Teams qualifiziert hatten, starten die im K.-o.-System ausgetragenen Playoffs. Einen Finalplatz spielte die Canadian Division aus. Die beiden anderen Divisionen spielten je einen Halbfinalplatz aus.
In einer Vorrunde spielten je der Zweite gegen den Dritten der Eastern bzw. Western Division im Best-of-Five-Modus.
Im Viertelfinale trafen nun aus Eastern- und Western Division der Vorrundengewinner auf den Ersten der regulären Saison. Aus der Canadian Division spielten der Erst- gegen den Viertplatzierten und der Vorrundenzweite gegen den Dritten. Im ersten Halbfinale trafen die beiden Sieger der Viertelfinals der Canadian Division aufeinander. Durch die Vorrunde verspätet, spielten je ein Vertreter von Eastern- und Western Division im anderen Halbfinale.
Die siegreichen Teams trafen dann in den Division Finals aufeinander. Die beiden Playoff-Sieger der Divisions trafen dann in der Finalserie um die Avco World Trophy aufeinander, das heißt, dass ein Team drei Siege zum Erreichen der nächsten Runde benötigte.
Ab dem Viertelfinale wurden die Serien im Best-of-Seven-Modus ausgespielt, das heißt, dass ein Team vier Siege zum Erreichen der nächsten Runde benötigte. Das höher gesetzte Team hatte dabei die ersten beiden Spiele Heimrecht, die nächsten beiden das gegnerische Team. War bis dahin kein Sieger aus der Runde hervorgegangen, wechselte das Heimrecht von Spiel zu Spiel. So hatte die höhergesetzte Mannschaft in Spiel 1, 2, 5 und 7, also vier der maximal sieben Spiele, einen Heimvorteil.
Im Finale begann das Team mit den mehr erreichten Punkten in der regulären Saison mit zwei Heimspielen. Es folgten zwei Auswärtsspiele.
Bei Spielen, die nach der regulären Spielzeit von 60 Minuten unentschieden standen, folgte die Overtime. Die Drittel dauerten weiterhin 20 Minuten und es wurde so lange gespielt bis ein Team das erste Tor schoss.

### Playoffbaum
|  | Preliminary Round | Preliminary Round   | Preliminary Round   |                     |    | Quarterfinals       | Quarterfinals | Quarterfinals |  |  | Semifinals | Semifinals | Semifinals |  |  | Finale | Finale | Finale |
|  |                   |                     |                     |                     |    |                     |               |               |  |  |            |            |            |  |  |        |        |        |
|  |                   |                     |                     |                     |    |                     |               |               |  |  |            |            |            |  |  |        |        |        |
|  |                   | C1                  | Winnipeg Jets       | 4                   |    |                     |               |               |  |  |            |            |            |  |  |        |        |        |
|  |                   |                     |                     | 4                   |    |                     |               |               |  |  |            |            |            |  |  |        |        |        |
|  |                   |                     | C4                  | Edmonton Oilers     | 0  |                     |               |               |  |  |            |            |            |  |  |        |        |        |
|  |                   |                     | C4                  | Edmonton Oilers     | 0  |                     |               |               |  |  |            |            |            |  |  |        |        |        |
|  |                   |                     |                     |                     |    |                     |               |               |  |  |            |            |            |  |  |        |        |        |
|  |                   |                     |                     |                     |    |                     |               |               |  |  |            |            |            |  |  |        |        |        |
|  |                   | C1                  | Winnipeg Jets       | 4                   |    |                     |               |               |  |  |            |            |            |  |  |        |        |        |
|  |                   |                     |                     |                     |    |                     |               |               |  |  |            |            |            |  |  |        |        |        |
|  |                   | C3                  | Calgary Cowboys     | 1                   |    |                     |               |               |  |  |            |            |            |  |  |        |        |        |
|  |                   | C3                  | Calgary Cowboys     | 1                   |    |                     |               |               |  |  |            |            |            |  |  |        |        |        |
|  |                   |                     |                     |                     |    |                     |               |               |  |  |            |            |            |  |  |        |        |        |
|  |                   |                     |                     |                     |    |                     |               |               |  |  |            |            |            |  |  |        |        |        |
|  |                   | C2                  | Québec Nordiques    | 1                   |    |                     |               |               |  |  |            |            |            |  |  |        |        |        |
|  |                   |                     |                     | 1                   |    |                     |               |               |  |  |            |            |            |  |  |        |        |        |
|  |                   |                     | C3                  | Calgary Cowboys     | 4  |                     |               |               |  |  |            |            |            |  |  |        |        |        |
|  |                   |                     | C3                  | Calgary Cowboys     | 4  |                     |               |               |  |  |            |            |            |  |  |        |        |        |
|  |                   |                     |                     |                     |    |                     |               |               |  |  |            |            |            |  |  |        |        |        |
|  |                   |                     |                     |                     |    |                     |               |               |  |  |            |            |            |  |  |        |        |        |
|  |                   | C1                  | Winnipeg Jets       | 4                   |    |                     |               |               |  |  |            |            |            |  |  |        |        |        |
|  |                   |                     |                     |                     |    |                     |               |               |  |  |            |            |            |  |  |        |        |        |
|  |                   | W1                  | Houston Aeros       | 0                   |    |                     |               |               |  |  |            |            |            |  |  |        |        |        |
|  |                   | W1                  | Houston Aeros       | 0                   |    |                     |               |               |  |  |            |            |            |  |  |        |        |        |
|  |                   |                     |                     |                     |    |                     |               |               |  |  |            |            |            |  |  |        |        |        |
|  |                   |                     |                     |                     |    |                     |               |               |  |  |            |            |            |  |  |        |        |        |
|  |                   | E1                  | Indianapolis Racers | 3                   |    |                     |               |               |  |  |            |            |            |  |  |        |        |        |
|  |                   |                     |                     | 3                   |    |                     |               |               |  |  |            |            |            |  |  |        |        |        |
|  |                   |                     | E3                  | New England Whalers | 4  |                     |               |               |  |  |            |            |            |  |  |        |        |        |
|  | E2                | Cleveland Crusaders | E3                  | New England Whalers | 4  | 0                   |               |               |  |  |            |            |            |  |  |        |        |        |
|  | E2                | Cleveland Crusaders |                     |                     |    |                     |               |               |  |  |            |            |            |  |  |        |        |        |
|  | E3                | New England Whalers | 3                   |                     |    |                     |               |               |  |  |            |            |            |  |  |        |        |        |
|  | E3                | New England Whalers | 3                   |                     | E3 | New England Whalers | 3             |               |  |  |            |            |            |  |  |        |        |        |
|  |                   |                     |                     |                     |    |                     |               |               |  |  |            |            |            |  |  |        |        |        |
|  |                   | W1                  | Houston Aeros       | 4                   |    |                     |               |               |  |  |            |            |            |  |  |        |        |        |
|  |                   | W1                  | Houston Aeros       | 4                   |    |                     |               |               |  |  |            |            |            |  |  |        |        |        |
|  |                   |                     |                     |                     |    |                     |               |               |  |  |            |            |            |  |  |        |        |        |
|  |                   |                     |                     |                     |    |                     |               |               |  |  |            |            |            |  |  |        |        |        |
|  |                   | W1                  | Houston Aeros       | 4                   |    |                     |               |               |  |  |            |            |            |  |  |        |        |        |
|  |                   |                     |                     | 4                   |    |                     |               |               |  |  |            |            |            |  |  |        |        |        |
|  |                   |                     | W3                  | San Diego Mariners  | 2  |                     |               |               |  |  |            |            |            |  |  |        |        |        |
|  | W2                | Phoenix Roadrunners | W3                  | San Diego Mariners  | 2  | 2                   |               |               |  |  |            |            |            |  |  |        |        |        |
|  | W2                | Phoenix Roadrunners |                     |                     |    |                     |               |               |  |  |            |            |            |  |  |        |        |        |
|  | W3                | San Diego Mariners  | 3                   |                     |    |                     |               |               |  |  |            |            |            |  |  |        |        |        |

### Preliminary Round (Runde 1)
| Cleveland Crusaders (7) vs. New England Whalers (8) | Cleveland Crusaders (7) vs. New England Whalers (8) | Cleveland Crusaders (7) vs. New England Whalers (8) | Cleveland Crusaders (7) vs. New England Whalers (8) | Cleveland Crusaders (7) vs. New England Whalers (8) | Cleveland Crusaders (7) vs. New England Whalers (8) | Cleveland Crusaders (7) vs. New England Whalers (8) |
| Datum                                               | Auswärtsteam                                        | Auswärtsteam                                        | Heimteam                                            | Heimteam                                            | Bem.                                                |                                                     |
| --------------------------------------------------- | --------------------------------------------------- | --------------------------------------------------- | --------------------------------------------------- | --------------------------------------------------- | --------------------------------------------------- | --------------------------------------------------- |
| 9. April                                            | Cleveland                                           | 3                                                   | 5                                                   | New England                                         |                                                     |                                                     |
| 10. April                                           | New England                                         | 6                                                   | 1                                                   | Cleveland                                           |                                                     |                                                     |
| 11. April                                           | New England                                         | 3                                                   | 2                                                   | Cleveland                                           |                                                     |                                                     |
| New England gewinnt die Serie mit 3:0.              |                                                     |                                                     |                                                     |                                                     |                                                     |                                                     |

| Phoenix Roadrunners (8) vs. San Diego Mariners (9) | Phoenix Roadrunners (8) vs. San Diego Mariners (9) | Phoenix Roadrunners (8) vs. San Diego Mariners (9) | Phoenix Roadrunners (8) vs. San Diego Mariners (9) | Phoenix Roadrunners (8) vs. San Diego Mariners (9) | Phoenix Roadrunners (8) vs. San Diego Mariners (9) | Phoenix Roadrunners (8) vs. San Diego Mariners (9) |
| Datum                                              | Auswärtsteam                                       | Auswärtsteam                                       | Heimteam                                           | Heimteam                                           | Bem.                                               |                                                    |
| -------------------------------------------------- | -------------------------------------------------- | -------------------------------------------------- | -------------------------------------------------- | -------------------------------------------------- | -------------------------------------------------- | -------------------------------------------------- |
| 9. April                                           | San Diego                                          | 2                                                  | 3                                                  | Phoenix                                            | 1OT                                                |                                                    |
| 10. April                                          | Phoenix                                            | 2                                                  | 4                                                  | San Diego                                          |                                                    |                                                    |
| 13. April                                          | San Diego                                          | 4                                                  | 6                                                  | Phoenix                                            |                                                    |                                                    |
| 15. April                                          | Phoenix                                            | 1                                                  | 5                                                  | San Diego                                          |                                                    |                                                    |
| 17. April                                          | San Diego                                          | 2                                                  | 1                                                  | Phoenix                                            |                                                    |                                                    |
| San Diego gewinnt die Serie mit 3:2.               |                                                    |                                                    |                                                    |                                                    |                                                    |                                                    |

### Quarterfinals (Runde 2)
| Winnipeg Jets (2) vs. Edmonton Oilers (11) | Winnipeg Jets (2) vs. Edmonton Oilers (11) | Winnipeg Jets (2) vs. Edmonton Oilers (11) | Winnipeg Jets (2) vs. Edmonton Oilers (11) | Winnipeg Jets (2) vs. Edmonton Oilers (11) | Winnipeg Jets (2) vs. Edmonton Oilers (11) | Winnipeg Jets (2) vs. Edmonton Oilers (11) |
| Datum                                      | Auswärtsteam                               | Auswärtsteam                               | Heimteam                                   | Heimteam                                   | Bem.                                       |                                            |
| ------------------------------------------ | ------------------------------------------ | ------------------------------------------ | ------------------------------------------ | ------------------------------------------ | ------------------------------------------ | ------------------------------------------ |
| 9. April                                   | Edmonton                                   | 3                                          | 7                                          | Winnipeg                                   |                                            |                                            |
| 11. April                                  | Edmonton                                   | 4                                          | 5                                          | Winnipeg                                   | 1OT                                        |                                            |
| 14. April                                  | Winnipeg                                   | 3                                          | 2                                          | Edmonton                                   |                                            |                                            |
| 16. April                                  | Winnipeg                                   | 7                                          | 2                                          | Edmonton                                   |                                            |                                            |
| Winnipeg gewinnt die Serie mit 4:0.        |                                            |                                            |                                            |                                            |                                            |                                            |

| Québec Nordiques (3) vs. Calgary Cowboys (4) | Québec Nordiques (3) vs. Calgary Cowboys (4) | Québec Nordiques (3) vs. Calgary Cowboys (4) | Québec Nordiques (3) vs. Calgary Cowboys (4) | Québec Nordiques (3) vs. Calgary Cowboys (4) | Québec Nordiques (3) vs. Calgary Cowboys (4) | Québec Nordiques (3) vs. Calgary Cowboys (4) |
| Datum                                        | Auswärtsteam                                 | Auswärtsteam                                 | Heimteam                                     | Heimteam                                     | Bem.                                         |                                              |
| -------------------------------------------- | -------------------------------------------- | -------------------------------------------- | -------------------------------------------- | -------------------------------------------- | -------------------------------------------- | -------------------------------------------- |
| 10. April                                    | Calgary                                      | 3                                            | 1                                            | Québec                                       |                                              |                                              |
| 11. April                                    | Calgary                                      | 8                                            | 4                                            | Québec                                       |                                              |                                              |
| 14. April                                    | Québec                                       | 2                                            | 3                                            | Calgary                                      |                                              |                                              |
| 16. April                                    | Québec                                       | 4                                            | 3                                            | Calgary                                      |                                              |                                              |
| 18. April                                    | Calgary                                      | 6                                            | 4                                            | Québec                                       |                                              |                                              |
| Calgary gewinnt die Serie mit 4:1.           |                                              |                                              |                                              |                                              |                                              |                                              |

| Indianapolis Racers (7) vs. New England Whalers (9) | Indianapolis Racers (7) vs. New England Whalers (9) | Indianapolis Racers (7) vs. New England Whalers (9) | Indianapolis Racers (7) vs. New England Whalers (9) | Indianapolis Racers (7) vs. New England Whalers (9) | Indianapolis Racers (7) vs. New England Whalers (9) | Indianapolis Racers (7) vs. New England Whalers (9) |
| Datum                                               | Auswärtsteam                                        | Auswärtsteam                                        | Heimteam                                            | Heimteam                                            | Bem.                                                |                                                     |
| --------------------------------------------------- | --------------------------------------------------- | --------------------------------------------------- | --------------------------------------------------- | --------------------------------------------------- | --------------------------------------------------- | --------------------------------------------------- |
| 16. April                                           | New England                                         | 4                                                   | 1                                                   | Indianapolis                                        |                                                     |                                                     |
| 17. April                                           | New England                                         | 0                                                   | 4                                                   | Indianapolis                                        |                                                     |                                                     |
| 21. April                                           | Indianapolis                                        | 0                                                   | 3                                                   | New England                                         |                                                     |                                                     |
| 23. April                                           | Indianapolis                                        | 1                                                   | 2                                                   | New England                                         |                                                     |                                                     |
| 24. April                                           | New England                                         | 0                                                   | 4                                                   | Indianapolis                                        |                                                     |                                                     |
| 27. April                                           | Indianapolis                                        | 5                                                   | 3                                                   | New England                                         |                                                     |                                                     |
| 29. April                                           | New England                                         | 6                                                   | 0                                                   | Indianapolis                                        |                                                     |                                                     |
| New England gewinnt die Serie mit 4:3.              |                                                     |                                                     |                                                     |                                                     |                                                     |                                                     |

| Houston Aeros (1) vs. San Diego Mariners (9) | Houston Aeros (1) vs. San Diego Mariners (9) | Houston Aeros (1) vs. San Diego Mariners (9) | Houston Aeros (1) vs. San Diego Mariners (9) | Houston Aeros (1) vs. San Diego Mariners (9) | Houston Aeros (1) vs. San Diego Mariners (9) | Houston Aeros (1) vs. San Diego Mariners (9) |
| Datum                                        | Auswärtsteam                                 | Auswärtsteam                                 | Heimteam                                     | Heimteam                                     | Bem.                                         |                                              |
| -------------------------------------------- | -------------------------------------------- | -------------------------------------------- | -------------------------------------------- | -------------------------------------------- | -------------------------------------------- | -------------------------------------------- |
| 21. April                                    | San Diego                                    | 6                                            | 8                                            | Houston                                      |                                              |                                              |
| 23. April                                    | San Diego                                    | 1                                            | 3                                            | Houston                                      |                                              |                                              |
| 25. April                                    | Houston                                      | 8                                            | 4                                            | San Diego                                    |                                              |                                              |
| 27. April                                    | Houston                                      | 2                                            | 3                                            | San Diego                                    |                                              |                                              |
| 28. April                                    | San Diego                                    | 3                                            | 2                                            | Houston                                      |                                              |                                              |
| 30. April                                    | Houston                                      | 3                                            | 2                                            | San Diego                                    |                                              |                                              |
| Houston gewinnt die Serie mit 4:2.           |                                              |                                              |                                              |                                              |                                              |                                              |

### Semifinals (Runde 3)
| Winnipeg Jets (2) vs. Calgary Cowboys (4) | Winnipeg Jets (2) vs. Calgary Cowboys (4) | Winnipeg Jets (2) vs. Calgary Cowboys (4) | Winnipeg Jets (2) vs. Calgary Cowboys (4) | Winnipeg Jets (2) vs. Calgary Cowboys (4) | Winnipeg Jets (2) vs. Calgary Cowboys (4) | Winnipeg Jets (2) vs. Calgary Cowboys (4) |
| Datum                                     | Auswärtsteam                              | Auswärtsteam                              | Heimteam                                  | Heimteam                                  | Bem.                                      |                                           |
| ----------------------------------------- | ----------------------------------------- | ----------------------------------------- | ----------------------------------------- | ----------------------------------------- | ----------------------------------------- | ----------------------------------------- |
| 23. April                                 | Calgary                                   | 1                                         | 6                                         | Winnipeg                                  |                                           |                                           |
| 25. April                                 | Calgary                                   | 2                                         | 3                                         | Winnipeg                                  |                                           |                                           |
| 28. April                                 | Winnipeg                                  | 6                                         | 3                                         | Calgary                                   |                                           |                                           |
| 30. April                                 | Winnipeg                                  | 3                                         | 7                                         | Calgary                                   |                                           |                                           |
| 2. Mai                                    | Calgary                                   | 0                                         | 4                                         | Winnipeg                                  |                                           |                                           |
| Winnipeg gewinnt die Serie mit 4:1.       |                                           |                                           |                                           |                                           |                                           |                                           |

Die favorisierten Jets ließen in den beiden ersten Spielen zuhause keinen Zweifel am Weiterkommen. Auch das erste Spiel in Calgary konnte man gewinnen. Die Cowboys kamen mit einem Heimsieg im vierten Spiel zurück, doch Joe Daley ließ im fünften Spiel keinen Gegentreffer zu und sorgte so dafür, dass Serie nach fünf Spielen beendet war.
| Houston Aeros (1) vs. New England Whalers (9) | Houston Aeros (1) vs. New England Whalers (9) | Houston Aeros (1) vs. New England Whalers (9) | Houston Aeros (1) vs. New England Whalers (9) | Houston Aeros (1) vs. New England Whalers (9) | Houston Aeros (1) vs. New England Whalers (9) | Houston Aeros (1) vs. New England Whalers (9) |
| Datum                                         | Auswärtsteam                                  | Auswärtsteam                                  | Heimteam                                      | Heimteam                                      | Bem.                                          |                                               |
| --------------------------------------------- | --------------------------------------------- | --------------------------------------------- | --------------------------------------------- | --------------------------------------------- | --------------------------------------------- | --------------------------------------------- |
| 5. Mai                                        | New England                                   | 4                                             | 2                                             | Houston                                       |                                               |                                               |
| 7. Mai                                        | New England                                   | 3                                             | 5                                             | Houston                                       |                                               |                                               |
| 9. Mai                                        | Houston                                       | 2                                             | 4                                             | New England                                   |                                               |                                               |
| 11. Mai                                       | Houston                                       | 4                                             | 3                                             | New England                                   |                                               |                                               |
| 13. Mai                                       | New England                                   | 3                                             | 4                                             | Houston                                       |                                               |                                               |
| 15. Mai                                       | Houston                                       | 2                                             | 6                                             | New England                                   |                                               |                                               |
| 16. Mai                                       | New England                                   | 0                                             | 2                                             | Houston                                       |                                               |                                               |
| Quebec gewinnt die Serie mit 4:3.             |                                               |                                               |                                               |                                               |                                               |                                               |

Dieses Halbfinale begann erst drei Tage nachdem die andere Halbfinalserie beendet war. Die Whalers konnten das erste Spiel in Houston gewinnen, obwohl Ron Grahame im Tor der Aeros einen Penalty von Tommy Earl hielt. Im vierten Spiel gelang den Aeros der Ausgleich mit einem Sieg in New England. Nach zwei weiteren Heimsiegen musste die Entscheidung im siebten Spiel fallen. Ein überragender Ron Grahame hielt sein Tor sauber und half seinem Team ins Finale einzuziehen.

### Avco World Trophy Championship
| Houston Aeros (1) vs. Winnipeg Jets (2)                       | Houston Aeros (1) vs. Winnipeg Jets (2) | Houston Aeros (1) vs. Winnipeg Jets (2) | Houston Aeros (1) vs. Winnipeg Jets (2) | Houston Aeros (1) vs. Winnipeg Jets (2) | Houston Aeros (1) vs. Winnipeg Jets (2) | Houston Aeros (1) vs. Winnipeg Jets (2) |
| Datum                                                         | Auswärtsteam                            | Auswärtsteam | Heimteam | Heimteam                                | Bem.                                    |                                         |
| ------------------------------------------------------------- | --------------------------------------- | --- | --- | --------------------------------------- | --------------------------------------- | --------------------------------------- |
| 20. Mai                                                       | Winnipeg                                | 4 A. Hedberg (B. Hull, U. Nilsson) 13:07 L. Moffat (N. Beaudin, M. Lindh) 15:36 A. Hedberg (T. Bergman) 36:10 B. Hull (U. Nilsson) 56:43                                       | 3 F. Hughes (B. Butters, L. Hale) 9:37 L. Lund (Mark Howe, S. West) 19:35 Mark Howe (R. Preston) 40:46 | Houston                                 |                                         |                                         |
| 23. Mai                                                       | Winnipeg                                | 5 A. Hedberg (U. Nilsson) 13:52 W. Lindström (P. Sullivan, T. Bergman) 22:17 D. Asmundson (B. Lesuk, B. Guindon) 36:53 T. Bergman 45:19 B. Hull (T. Bergman, A. Hedberg) 56:43 | 4 G. Howe (Mark Howe, J. Schella) 21:22 Mart. Howe (M. Hall) 32:44 T. Ruskowski (R. Preston, P. Popiel) 41:29 Mart. Howe (T. Taylor, P. Popiel) 43:23 | Houston                                 |                                         |                                         |
| 25. Mai                                                       | Houston                                 | 3 Mark Howe (J. Schella) 3:48 D. Larway (Mart. Howe, J. Tonelli) 34:28 D. Larway (J. Tonelli, T. Ruskowski) 53:22                                                              | 6 V.-P. Ketola (W. Lindström, H. Riihiranta) 2:24 U. Nilsson (A. Hedberg) 3:23 A. Hedberg (M. Ford, V.-P. Ketola) 8:49 P. Sullivan (B. Hull, W. Lindström) 11:33 U. Nilsson (L.-E. Sjöberg) 27:46 U. Nilsson 41:44 | Winnipeg                                |                                         |                                         |
| 27. Mai                                                       | Houston                                 | 1 T. Taylor (G. Labossiere, Mart. Howe) 9:45 | 9 B. Hull (M. Ford, U. Nilsson) 5:37 V.-P. Ketola (M. Ford, B. Hull) 10:22 L. Moffat (L.-E. Sjöberg, M. Ford) 11:21 V.-P. Ketola (W. Lindström, P. Sullivan) 21:07 A. Hedberg (U. Nilsson, B. Hull) 23:11 A. Hedberg (U. Nilsson) 29:19 P. Sullivan (L. Hillman) 32:14 P. Sullivan (M. Ford, H. Riihiranta) 41:33 B. Guindon (H. Riihiranta, V.-P. Ketola) 49:30 | Winnipeg                                |                                         |                                         |
| Winnipeg gewinnt die Serie mit 4:0 und die Avco World Trophy. |                                         | | |                                         |                                         |                                         |

18 Tage hatten die Jets Zeit um sich auf die Finals vorzubereiten, nur vier Tage hatten die Aeros. Die beiden ersten Spiele konnten die Jets in Houston knapp gewinnen. Besonders die Reihe mit Bobby Hull und den beiden Schweden Anders Hedberg und Ulf Nilsson war dominierend bei den Winnipeg Jets. Die beiden Spiele in Winnipeg wurden dann von den Jets dominiert. Nachdem die Aeros im letzten Spiel keine Chance mehr sahen, gaben sie auf und Winnipeg siegte 9:1.

### Avco-World-Trophy-Sieger
Die 23 Spieler der Jets setzen sich aus zwei Torhütern, acht Verteidigern und zwölf Angreifern zusammen.
Alle Spieler, die in der Endrunde zum Einsatz gekommen waren, zählten zur Siegermannschaft. Maßgeblichen Anteil am ersten Meisterschaftsgewinn der Winnipeg Jets hatten neben der ersten Angriffsreihe, welche aus den Größen Bobby Hull, Ulf Nilsson und Anders Hedberg bestand, außerdem die hochkarätigen europäischen Neuzugänge aus Schweden und Finnland um die Stürmer Veli-Pekka Ketola und Willy Lindström sowie Verteidiger Lars-Erik Sjöberg.
Neben Cheftrainer Bobby Kromm und General Manager Rudy Pilous wurden folgende Spieler auf die Avco World Trophy, die Meisterschaftstrophäe der WHA, eingraviert:
| Avco-World-Trophy-Sieger Winnipeg Jets | Torhüter: Joe Daley, Curt Larsson Verteidiger: Thommie Bergman, Mike Ford, Ted Green, Larry Hillman, Larry Hornung, Perry Miller, Gerry Odrowski, Heikki Riihiranta, Lars-Erik Sjöberg (C) Angreifer: Duke Asmundson, Norm Beaudin, Bob Guindon, Anders Hedberg, Bobby Hull, Veli-Pekka Ketola, Bill Lesuk, Mats Lindh, Willy Lindström, Lyle Moffat, Ulf Nilsson, Peter Sullivan Cheftrainer: Bobby Kromm General Manager: Rudy Pilous |

### Beste Scorer
Abkürzungen: GP = Spiele, G = Tore, A = Assists, Pts = Punkte, PIM = Strafminuten; Fett: Saisonbestwert
| Spieler         | Team        | GP | G  | A  | Pts | +/- | PIM |
| --------------- | ----------- | -- | -- | -- | --- | --- | --- |
| Ulf Nilsson     | Winnipeg    | 13 | 7  | 19 | 26  | +15 | 6   |
| Bobby Hull      | Winnipeg    | 13 | 12 | 8  | 20  | +15 | 4   |
| Anders Hedberg  | Winnipeg    | 13 | 13 | 6  | 19  | +16 | 15  |
| Tom Webster     | New England | 17 | 10 | 9  | 19  | +3  | 6   |
| Mark Howe       | Houston     | 17 | 6  | 10 | 16  | 0   | 18  |
| Terry Ruskowski | Houston     | 16 | 6  | 10 | 16  | +8  | 64  |

## WHA Awards und vergebene Trophäen
Erstmals in der WHA-Geschichte gelang es dem Topscorer Marc Tardif zwei Trophäen in einer Saison zu gewinnen.
| Auszeichnung                    | Spieler           | Team                |
| ------------------------------- | ----------------- | ------------------- |
| Gordie Howe Trophy              | Marc Tardif       | Québec Nordiques    |
| Bill Hunter Trophy              | Marc Tardif       | Québec Nordiques    |
| Lou Kaplan Trophy               | Mark Napier       | Toronto Toros       |
| Ben Hatskin Trophy              | Michel Dion       | Indianapolis Racers |
| Dennis A. Murphy Trophy         | Paul Shmyr        | Cleveland Crusaders |
| WHA Playoff MVP                 | Ulf Nilsson       | Winnipeg Jets       |
| Robert Schmertz Memorial Trophy | Bobby Kromm       | Winnipeg Jets       |
| Paul Deneau Trophy              | Václav Nedomanský | Toronto Toros       |

### WHA All-Star Teams

#### WHA First All-Star Team
Abkürzungen: GP = Spiele, G = Tore, A = Assists, Pts = Punkte, W = Siege, SO = Shutouts, GAA = Gegentorschnitt
| Spieler        | Position      | Team                | GP | G  | A  | Pts |
| -------------- | ------------- | ------------------- | -- | -- | -- | --- |
| Ulf Nilsson    | Center        | Winnipeg Jets       | 78 | 38 | 76 | 114 |
| Anders Hedberg | Flügelstürmer | Winnipeg Jets       | 76 | 50 | 55 | 105 |
| Marc Tardif    | Flügelstürmer | Québec Nordiques    | 80 | 71 | 77 | 148 |
| Paul Shmyr     | Verteidiger   | Cleveland Crusaders | 70 | 6  | 44 | 50  |
| J. C. Tremblay | Verteidiger   | Québec Nordiques    | 80 | 12 | 77 | 89  |

| Spieler   | Position | Team          | GP | W  | SO | GAA  |
| --------- | -------- | ------------- | -- | -- | -- | ---- |
| Joe Daley | Torhüter | Winnipeg Jets | 62 | 41 | 5  | 2,84 |

#### WHA Second All-Star Team
Abkürzungen: GP = Spiele, G = Tore, A = Assists, Pts = Punkte, W = Siege, SO = Shutouts, GAA = Gegentorschnitt
| Spieler        | Position      | Team                | GP | G  | A  | Pts |
| -------------- | ------------- | ------------------- | -- | -- | -- | --- |
| Robbie Ftorek  | Center        | Phoenix Roadrunners | 80 | 41 | 72 | 113 |
| Réal Cloutier  | Flügelstürmer | Québec Nordiques    | 80 | 60 | 54 | 114 |
| Bobby Hull     | Flügelstürmer | Winnipeg Jets       | 80 | 53 | 70 | 123 |
| Kevin Morrison | Verteidiger   | San Diego Mariners  | 80 | 22 | 43 | 65  |
| Pat Stapleton  | Verteidiger   | Indianapolis Racers | 80 | 4  | 40 | 44  |

| Spieler     | Position | Team          | GP | W  | SO | GAA  |
| ----------- | -------- | ------------- | -- | -- | -- | ---- |
| Ron Grahame | Torhüter | Houston Aeros | 57 | 39 | 3  | 3,27 |